# Bongabong
Bongabong ist eine philippinische Stadtgemeinde in der Provinz Oriental Mindoro. Sie hat 72.073 Einwohner (Zensus 1. August 2015). In der Gemeinde ist das Innovative College of Science and Information Technology angesiedelt.

## Baranggays
Bongabong ist politisch in 36 Baranggays unterteilt.
| - Anilao - Batangan - Bukal - Camantigue - Carmund - Cawaya - Dayhaga - Formon - Haga - Hagupi - Kaligtasan - Labasan | - Labonan - Libertad - Lisap - Luna - Malitbog - Mapang - Masaguisi - Morente - Ogbot - Orconuma - Polusahi - Sagana | - San Isidro - San Jose - San Juan - Santa Cruz - Sigange - Tawas - Poblacion - Aplaya - Bagumbayan I - Bagumbayan II - Ipil - Mina de Oro |